# Каркінітський заказник
Каркіні́тський зака́зник — орнітологічний заказник національного значення, розміщений у східній акваторії Каркінітської затоки АР Крим. Найбільший за площею заказник АР Крим. Створений на основі Постанови Кабінету міністрів УРСР від 11 січня 1978 за № 43.

## Загальні відомості

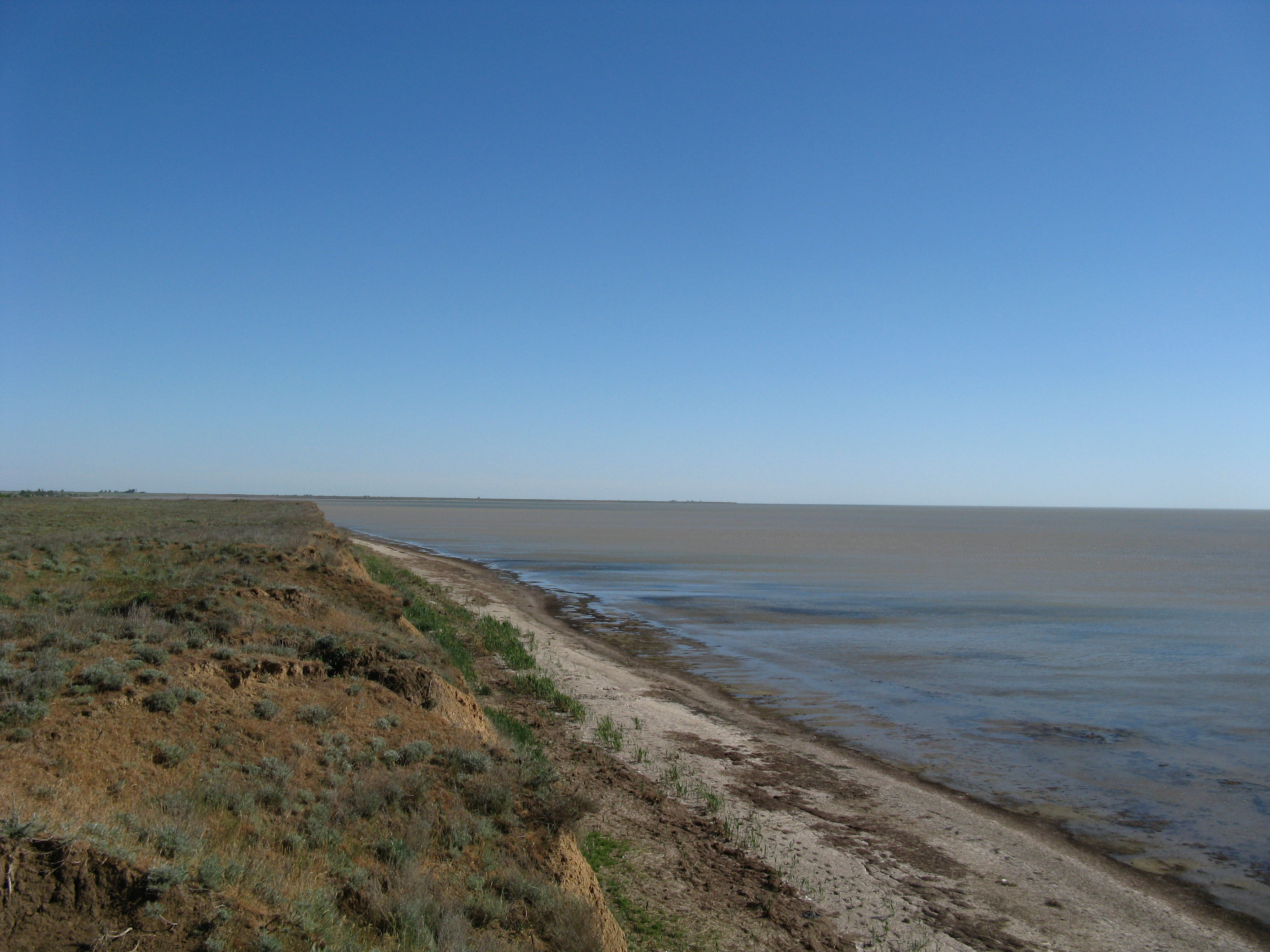
Узбережжя Каркінітської затоки

Землекористувачем території є Кримський природний заповідник. Заказник розміщений у Красноперекопському і Роздольненському районах АР Крим.
Заказник створили з метою збереження орнітологічного комплексу та болотистих угідь крайньої східної частини чорноморської Каркінітської затоки, що обмежені з сходу мисом Картзак та із заходу Бакальською косою, шістьма Лебединими островами. На Лебединих островах розташований орнітологічний заповідник (філія Кримського природного заповідника) категорії МСОП Іа суворого режиму (9.612 га), на Бакальській косі регіональний ландшафтний парк категорії МСОП — V (Охоронюваний ландшафт) (1.520 га). Терени заказника відносяться до ІВА-територій, що важливі для збереження видової різноманітності птахів. Разом із Джарилгацьким національним природним парком водно-болотяні угіддя Каркінітського заказника площею в 87.000 га отримали міжнародний статус згідно Рамсарської конвенції.
Площа заказника становить 27.646 гектар. Більше 75 % його площі займає акваторія Каркінітської затоки глибиною 1-4 м і островів. Сухопутна ділянка заказника у 2,5 км розміщена біля села Курганне (Биюк-Кишкара). На решті узбережжя рисові чеки, виноградники впритул підходять до узбережжя, майже не залишаючи вільних теренів. Берег розчленовано численними косами, мілководними затоками, лиманами. До зони заказника найближчими є селища Портове, Курганне, Рисове.

## Характеристика
Найбільша глибина Каркінітської затоки у східній частині становить 10 метрів, але на теренах заказника не перевищує 4 метрів. Мілководдя сприяє розвитку поживних речовин, фітопланктону, зоопланктону, водоростей, рослин, різних видів тварин, що у свою чергу забезпечує харчуванням значні кількості птахів, адже через регіон Каркінітського заказника проходить великий міграційний шлях птахів Євразії, забезпечуючи велике різноманіття фауністичних комплексів.
Значна частина теренів заказника з прибережною і галофітною рослинністю належать до переліку біотипів Natura 2000, що охороняються згідно Директиви 92/43/EEC. До таких відносяться постійно покриті водою піщані мілини (№ 1110), естуарії з спільнотами водоростей Zostera spp, Ruppia maritima, Phragmites australis (Cav.) Trin. ex Steud., Potamogeton spp., Scirpus spp. (No1130); однорічною рослинністю берегової лінії класу Cakiletea maritimae (No 1210); спільноти Salicornia (Солонець) і однорічних рослин класу Thero-Salicornietea на піщано-ілистих ґрунтах (No1310); внутрішні засолені луги з Puccinellia distans (Jacq.) Parl., Juncus gerardii Loisel., Halimione pedunculata (L.) Aellen, Elytrigia repens (L.) Nevski, Carex distans L., Salicornia spp., Suaeda spp., Tripolium vulgare Neeshttp://www.gbif.org/species/3098612 [Архівовано 18 травня 2015 у Wayback Machine.] та інші (No1340).
З дев'яти герпетовидів 7 видів плазунів і 2 видів земноводних мають охоронний статус — згідно Червоної Книги України 2, Бернської конвенції (Bern) 6, Європейський червоний список (ERL) 8. З 17 видів ссавців у ERL внесено Фоцена звичайна, до списку Bern 7 видів, Боннської конвенції (Bonn) 6 видів, ЧКУ 5 видів. Серед птахів охороняється 176 видів: у списку ERL занесено 81 вид, списку Bern — 162 видів, списку Bonn — 55 видів, ЧКУ — 52 види.

### Флора
На теренах заповідника виявлено 100 видів рослин, 8 видів лишайників, 75 видів макрофітів. З них аспарагус (Asparagus littoralis Steven) входить до Європейського Червоного списку, камка морська (Zostera marina) охороняється згідно Бернської конвенції. До Червоної книги України занесено: морківниця прибережна (Astrodaucus littoralis (M.Bieb.) Drude), катран Стевена (Crambe steveniana Rupr.), мачок жовтий (Glaucium flavum Crantz), На солонуватому мілководді затоки, лиманів крім різноманіття морської трави зустрічаються підводні луки класу Ruppietea maritimae J.Tx. занурених прикріплених угрупувань, класів Zannichellion pedicelatae, Charion fragilis, Potamion. По заболоченому периметру рисових чеків, ставків розведення риб, дренажних каналів на помірно засолених заводнених ґрунтах росте очерет (Phragmites cumunis) і супутні рослини класу Phragmiti-Magnocaricetea, що відіграє регуляторну і очисну функції. На суглинках і черепашково-піщаних солончаках у більш піднесених ділянках полинного степу розвинулась характерна рослинність солончаків і солонців класів Salicornietea fruticosae (союз Artemisio santonicae-Puccinellion fominii), Thero-Salicornietea (союз Salicornion prostratae, Thero-Suaedion), на галофітних лугах класів Juncetea maritimi (союз Juncion maritimi), Festuco-Puccinellietea (союзи Artemision santonicae, Astero tripolii-Puccinellion distantis, Salicornio-Puccinellion, Scorzonero-Juncion gerardii, Festucion pseudovinae). Степова рослинність класу Festuco-Brometea займає незначні площі через випасання худоби, людської діяльності. На цих теренах на заміну появилась синантропна рослинність класів Stellarietea mediae, Artemisietea vulgaris, Polygono arenastri-Poëtea annuae.
Псамофітна рослинність на косах, пляжах доволі скупа класу Ammophiletea (союз Elymion
gigantei) та класу Cakiletea maritimae (союзи Cakilion euxinae, Cakilo euxinae-Crambion maritima).

### Фауна
У водах заказника зустрічаються три види дельфінів (Дельфін білобокий (Delphinus delphis L.), Афаліна звичайна (Tursiops truncates Mont.), Фоцена звичайна (Phocaena-phocaena L.)) та близько 60 видів риб, декотрі з яких є промисловими видами. Червонокнижними видами є шип (Acipenser nudiventris), білуга (Huso huso), лосось чорноморський (Salmo labrax), морський коник (Hippocampus). Земноводні представлені місцевими видами зеленою жабою (Bufo viridis Laur.) і ящіркою прудкою (Lacerta agilis exigua Eich.). Завдяки системам зрошення появились озерною жабою (Pelophylax ridibundus (Pall.), болотною черепахою (Emys orbicularis (L.) і звичайного вужа (Natrix natrix L.). З степових біотипів поширені ящірка кримська (Podarcis tauricus (Pall.), червонокнижні нечисельний полоз жовточеревий (Dolichophis caspius (Gm. & L.) і малопоширена Гадюка степова (Vipera ursini renardi (Chris.)). На Бакальській косі живе ящірка піщана (Eremias arguta Pall.).
Ссавці представлені 14 видами. Поширеними є ласиця (Mustela nivalis L.), лисиця звичайна (Vulpes vulpes L.), єнот уссурійський (Nyctereutes procyonoides Grey), заєць сірий (Lepus europaeus Pall.), пацюк сірий (Rattus norvegicus Berk.), миша хатня (Mus musculus), полівка гуртова (Microtus socialis Pall.). Менш чисельними є тхір степовий (Mustela eversmanni), сліпачок степовий (Ellobius talpinus Pall.), тушкан великий (Allactaga jaculus Pall.), нетопир карлик (Pipistrellus pipistrellus), нічниця вусата (Myotis mystacinus Kuhl).
Найчисельнішими є птахи, яких налічується 274 види. З них тут гніздиться 11.000-17.000 пар 91 виду, зимує 116 видів, з яких 17 осілих. Через заказник, Лебедині острови, Бакальське озеро пролягає Афро-Євро-Азійський шлях міграції птахів вздовж північно-західного узбережжя Криму. Тому завдяки перелітним птахам весною тут перебуває 206 видів птахів і восени 204 види загальною чисельністю до 1.000.000 особин. Затока є місцем скупчення 45 видів птахів загальною чисельністю 15.000-20.000 особин. Серед них найчисельнішими є колонії крижнів (Anas platyrhynchos), лебедів-шипунів (Cygnus olor), лисок (Fulica atra L.).

## Галерея

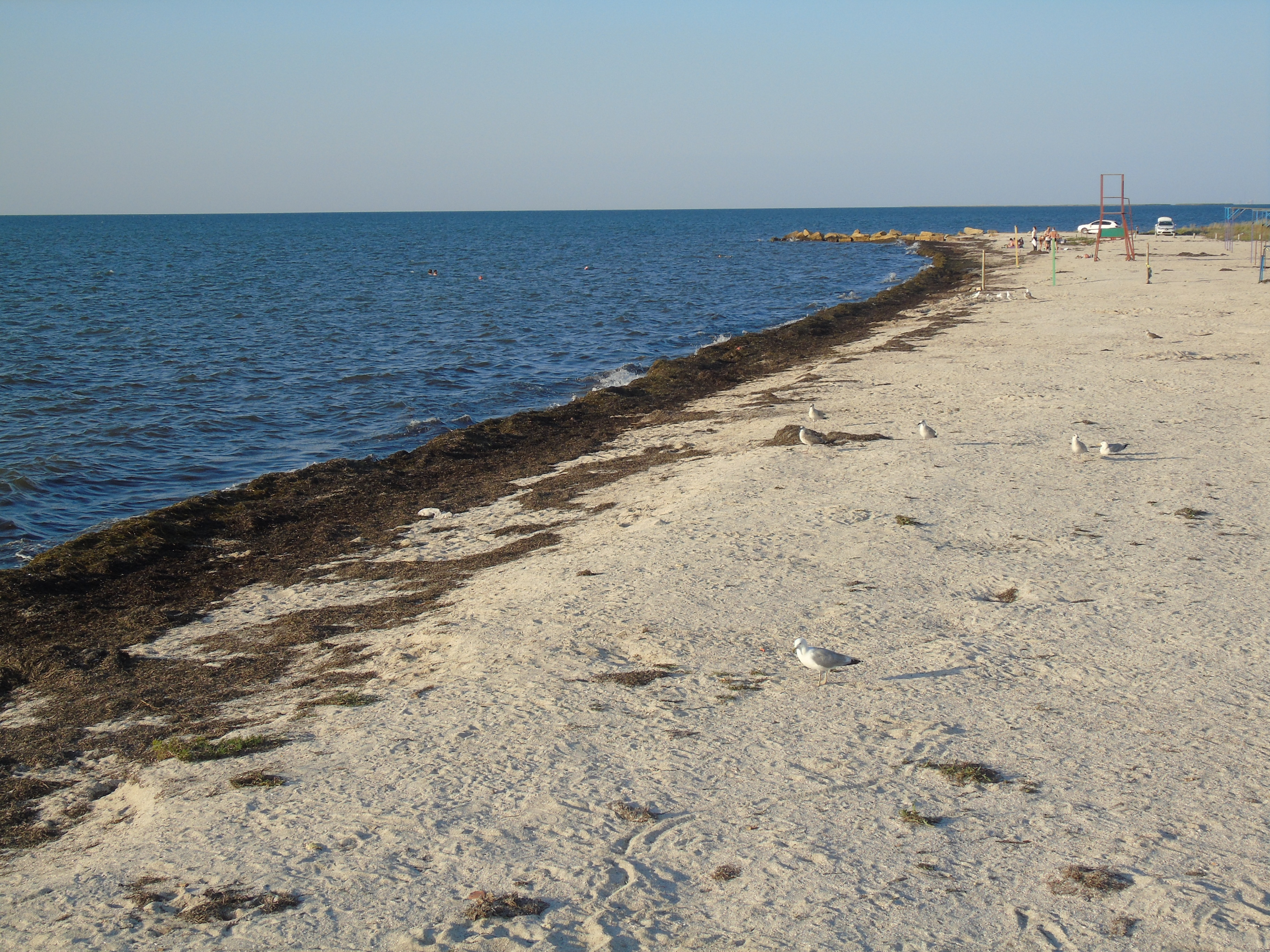
Берег біля с. Портове
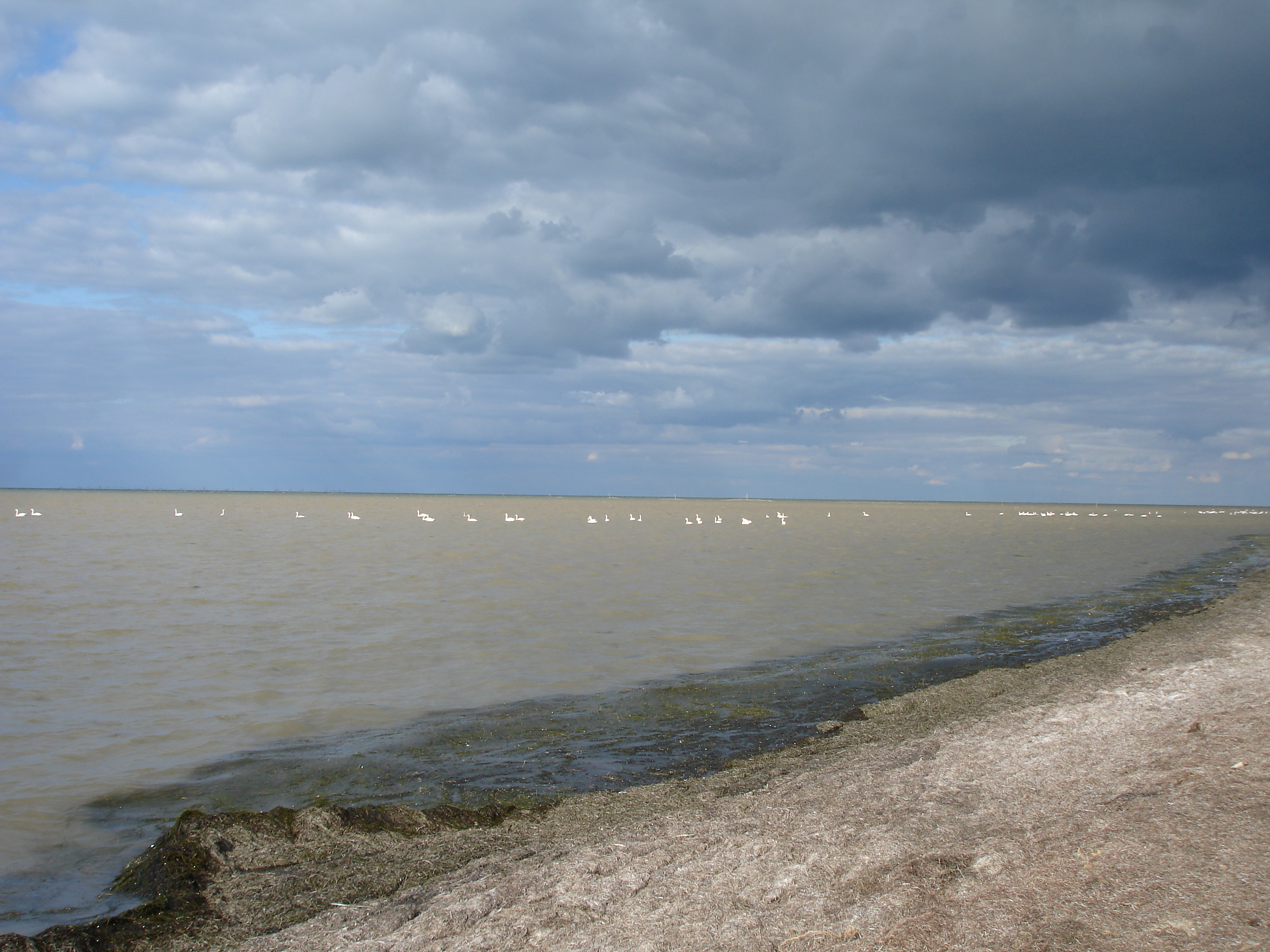
Лебеді в Каркінітському заказнику
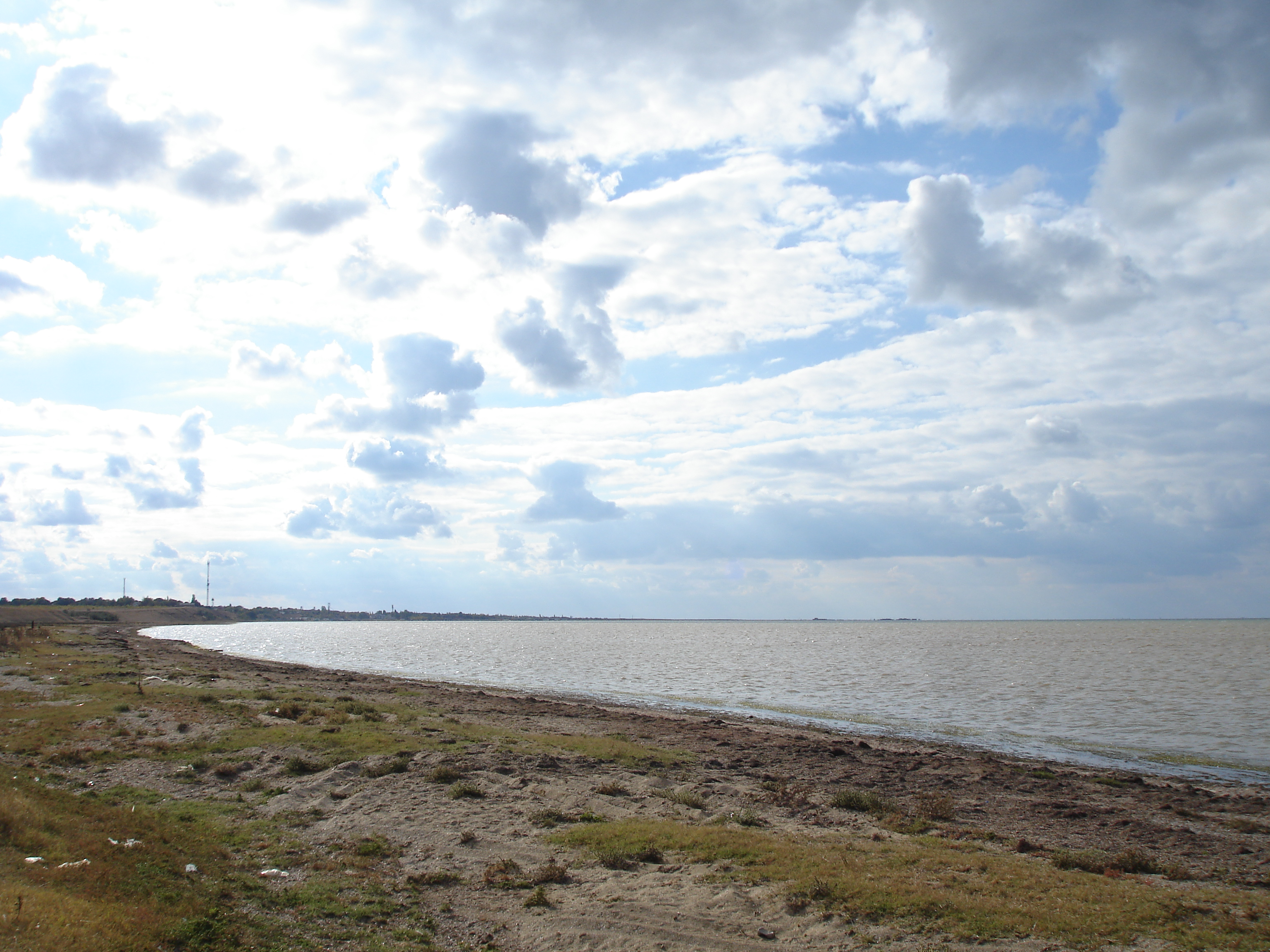
Узбережжя Каркінітського заливу біля с. Аврора